# Mainichi Film Concours
De Mainichi Film Concours (in Engelstalige landen ook bekend als Mainichi Film Award. Japanse naam Mainichi Eiga Concours) zijn een reeks prijzen welke jaarlijks worden uitgereikt in Japan aan animatiefilms. De prijzen worden gesponsord door Mainichi Shinbun (毎日新聞), een van de grootste kranten van Japan sinds het einde van de Tweede Wereldoorlog.

## Geschiedenis
De prijs vond zijn oorsprong in de Ōfuji Noburō Award, welke in 1961 werd ingesteld als eerbetoon aan de kort daarvoor overleden Ōfuji Noburō (大藤信郎), een pionier op het gebied van animatie. Hij was vooral een specialist op het gebied van silhouetanimatie, en een van de eerste tekenaars van Japan die internationaal erkenning kreeg voor zijn werk. Zo won hij al prijzen op het filmfestival van Cannes en het filmfestival Venetië. De prijs werd in 1962 voor het eerst uitgereikt. De eerste winnaar was Tale of a Street Corner (ある街角の物語 Aru Machi Kado no Monogatari) van Tezuka Osamu.
Met de groei van de animatie-industrie gedurende de jaren 80 van de 20e eeuw, werd de prijs al snel gedomineerd door de big budget-producties van de grote studio’s. Hiermee werden de werken van onafhankelijke tekenaars, voor wie de prijs oorspronkelijk bedoeld was, verdrongen. Om dit probleem op te lossen werd de Animation Grand Award ingesteld speciaal voor films van grote studio’s, en focuste de Ōfuji award zich alleen nog maar op het kleinere werk. Deze prijs werd voor het eerst uitgereikt in 1989 aan de film Kiki's Delivery Service (魔女の宅急便 Majo no Takkyūbin) van Hayao Miyazaki.

## Omvang
De prijs omvat een groter gebied van animatie dan veel Westerse animefans vaak denken. De twee mensen die de laatste jaren de prijs het vaakst hebben gewonnen, Okamoto Tadanari (岡本忠成) en Kawamoto Kihachirō (川本喜八郎), specialiseren zich juist in stop-motion in plaats van celanimatie. Ook beperkt de prijs zich niet tot uitsluitend werken uit Japan. 